# Camelia Voinea

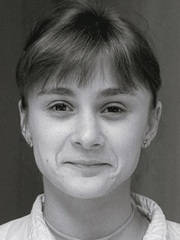
Camelia Voinea

Camelia Voinea (* 2. März 1970 in Constanța) ist eine ehemalige rumänische Kunstturnerin.
Sie begann beim CS Farul Constanța mit dem Turnen. 1985 nahm sie zum ersten Mal an den Turn-Weltmeisterschaften teil. In Montreal wurde Voinea mit der rumänischen Mannschaft Vize-Weltmeisterin. Außerdem war sie Vierte am Stufenbarren und Achte im Mehrkampf.
Bei den Turn-Europameisterschaften 1987 gewann Voinea am Boden die Silbermedaille und erreichte im Mehrkampf den achten Platz. Im selben Jahr fanden auch die Weltmeisterschaften statt. In Rotterdam wurden die rumänische Equipe (Aurelia Dobre, Eugenia Golea, Celestina Popa, Daniela Silivaș, Ecaterina Szabó, Camelia Voinea) vor der Sowjetunion Weltmeister. Voinea erhielt dabei für ihre Bodenübung die Bestnote 10,0.
1988 nahm Voinea an den Olympischen Spielen teil. In Seoul gewann sie mit der rumänischen Mannschaft hinter der Sowjetunion die Silbermedaille. Die Geräte-Einzel-Finals konnte sie nicht erreichen.
Nach dem Ende ihrer Sportkarriere wanderte Voinea als einziges Mitglied der Weltmeistermannschaft von 1987 nicht ins Ausland aus. Sie wurde Trainerin beim CS Farul Constanța, wo sie u. a. Cătălina Ponor trainierte.